# Medaljfördelning vid olympiska vinterspelen 1984
Detta är medaljfördelningen vid olympiska vinterspelen 1984 som hölls i Sarajevo, då i Jugoslavien, nu i Bosnien och Hercegovina.

## Tabellen
Ländernas placering i listan avgörs av:
1. Antal guldmedaljer.
2. Antal silvermedaljer.
3. Antal bronsmedaljer.
4. Bokstavsordning (förändrar dock inte landets ranking).

Det här systemet används av IOC, IAAF och BBC.
| Pl. | Nation          | Guld | Silver | Brons | Totalt |
| --- | --------------- | ---- | ------ | ----- | ------ |
| 1   | Östtyskland     | 9    | 9      | 6     | 24     |
| 2   | Sovjetunionen   | 6    | 10     | 9     | 25     |
| 3   | USA             | 4    | 4      | -     | 8      |
| 4   | Finland         | 4    | 3      | 6     | 13     |
| 5   | Sverige         | 4    | 2      | 2     | 8      |
| 6   | Norge           | 3    | 2      | 4     | 9      |
| 7   | Schweiz         | 2    | 2      | 1     | 5      |
| 8   | Västtyskland    | 2    | 1      | 1     | 4      |
|     | Kanada          | 2    | 1      | 1     | 4      |
| 10  | Italien         | 2    | -      | -     | 2      |
| 11  | Storbritannien  | 1    | -      | -     | 1      |
| 12  | Tjeckoslovakien | -    | 2      | 4     | 6      |
| 13  | Frankrike       | -    | 1      | 2     | 3      |
| 14  | Japan           | -    | 1      | -     | 1      |
|     | Jugoslavien     | -    | 1      | -     | 1      |
| 16  | Liechtenstein   | -    | -      | 2     | 2      |
| 17  | Österrike       | -    | -      | 1     | 1      |